# Ambazac
Ambazac [ɑ̃bazak] ist eine französische Gemeinde mit 5.565 Einwohnern (Stand 1. Januar 2022) im Département Haute-Vienne in der Region Nouvelle-Aquitaine; sie gehört zum Arrondissement Limoges und ist Hauptort des Kantons Ambazac.
Ambazac liegt in den Monts d’Ambazac, etwa 21 Kilometer von Limoges entfernt.

## Bevölkerungsentwicklung
| Jahr      | 1962 | 1968 | 1975 | 1982 | 1990 | 1999 | 2009 |
| Einwohner | 3655 | 3767 | 3929 | 4657 | 4889 | 5178 | 5445 |

## Verkehr
Ambazac an der Bahnstrecke Les Aubrais-Orléans–Montauban-Ville-Bourbon und wird im Regionalverkehr mit TER-Zügen bedient.

## Sehenswürdigkeiten

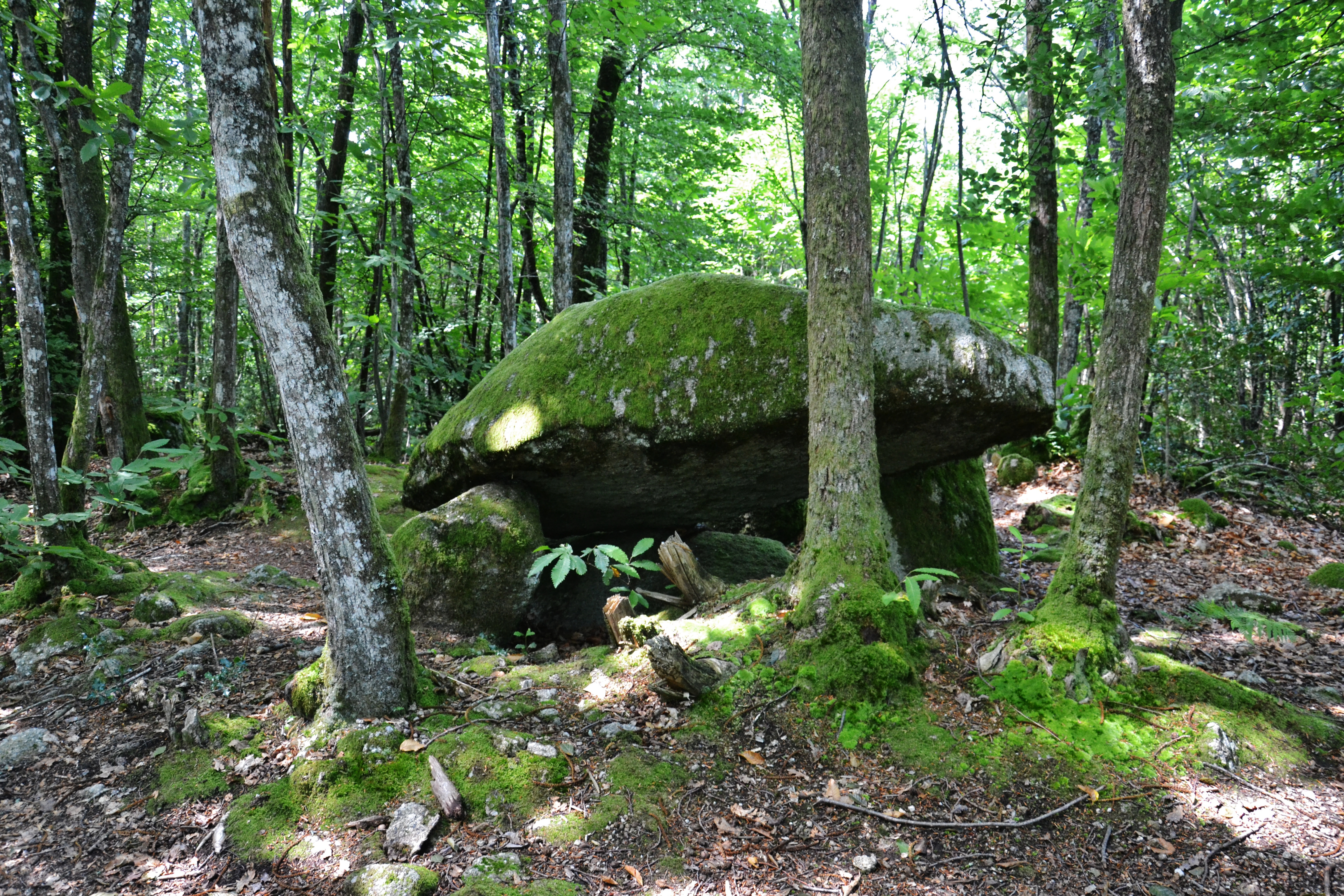
Dolmen du Bois de la Lieue

- Kirche (12. Jahrhundert) mit dem Reliquienschrein des heiligen Stephan von Muret
- Dolmen du Bois de la Lieue
- Château de Montméry (19. Jahrhundert); hier wurden 2005 Teile des Films Lady Chatterley gedreht, der 2007 mit fünf Césars ausgezeichnet wurde
- Château de Ribagnac (14. Jahrhundert)
- mittelalterliche Mühlen von Nouailles
- „Camp de César“ genanntes keltische Oppidum
- Teiche der Mönche von Grandmont

## Städtepartnerschaften
Ambazac ist mit  der deutschen Marktgemeinde Eckental in Bayern partnerschaftlich verbunden.

## Persönlichkeiten
- Molière (1622–1673), Schauspieler, Theaterdirektor und Dramatiker, hatte in Ambazac die Idee zu „Monsieur de Pourceaugnac“
- Raymond de Sèze (1748–1828), Anwalt und Mitglied der Académie française, Verteidiger Ludwigs XVI.
- Charles Gounod (1818–1893) komponierte hier einen Teil der Oper Faust
- Arsène Lejeune (1866–1938), Architekt
- Albert Besson (1896–1965), Mediziner, Mitglied der Académie nationale de Médecine, redigierte in Ambazac sein Hauptwerk
- Maurice Boitel (1919–2007), Maler, arbeitete in Ambazac von 1947 bis 1996
- Catherine Cesarsky (* 1943), in Deutschland arbeitende Astrophysikern und Präsidentin der Internationalen Astronomischen Union, wurde in Ambazac geboren
- Izis (1911–1980), Fotograf, fand während des Zweiten Weltkriegs in Ambazac Zuflucht.